# Polydesmus graecus
Polydesmus graecus är en mångfotingart som beskrevs av Daday 1889. Polydesmus graecus ingår i släktet Polydesmus och familjen plattdubbelfotingar. Utöver nominatformen finns också underarten P. g. rhodosensis.